# Dickenwachstum

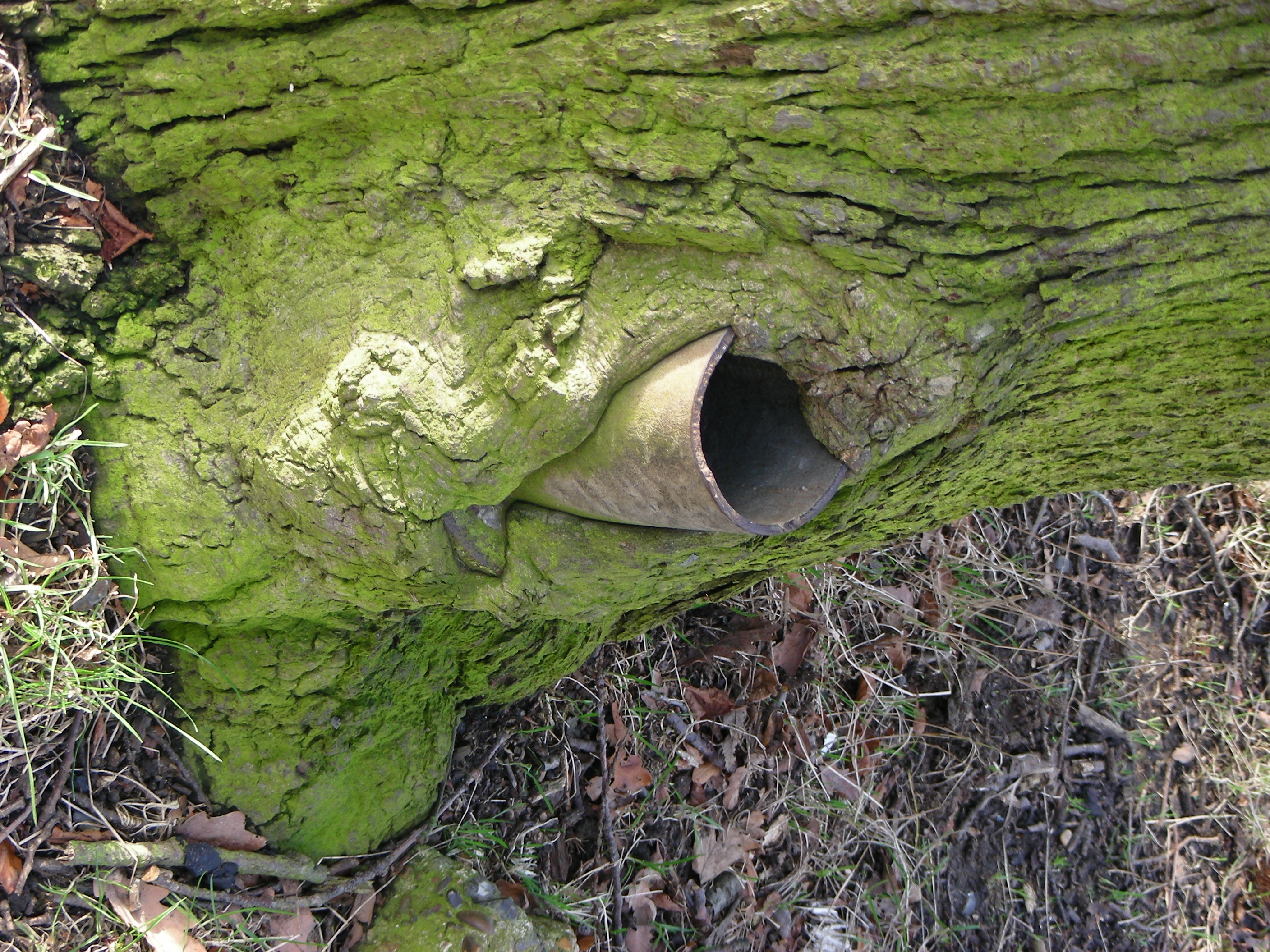
Dickenwachstum eines Baums umschließt einen abgesägten Laternenpfahl

Neben dem Längenwachstum ist für Pflanzen auch das Dickenwachstum von entscheidender Bedeutung. Zum einen bietet ein großer Sprossachsenumfang größere Stabilität, zum anderen kann so eine erhöhte Transportkapazität ermöglicht werden. Es wird zwischen dem primären und dem sekundären Dickenwachstum unterschieden.

## Primäres Dickenwachstum
Der Sprossscheitel (das Apikalmeristem) gibt nicht nur Zellen parallel zur Wuchsrichtung ab, sondern auch senkrecht dazu, wodurch die Sprossachse ihre primäre horizontale Ausdehnung erhält. Die meisten Zellen, die von Meristemen abgegliedert werden, differenzieren aus, das heißt, sie büßen ihre Teilungsfähigkeit ein. Bei vielen Pflanzen ist also die Breite der Sprossachse schon wenige Millimeter nach der Sprossspitze festgelegt. Dies ist vor allem bei den meisten einkeimblättrigen und einjährigen Pflanzen der Fall. Besonderes Ausmaß erhält das primäre Dickenwachstum bei den Palmen, die ihren endgültigen Durchmesser bereits als Jungpflanzen ausbilden. Hier kommt es jedoch durch die verholzten Blattbasen zu einer zusätzlichen Stabilisierung.

## Erstarkungswachstum
Beim Wachstum der Pflanze nimmt häufig auch die Größe des Apikalmeristems zu, was zu einer Verbreiterung der Sprossachse von geringem Ausmaß ohne sekundäres Dickenwachstum (s. u.) führt. Hier spricht man von Erstarkungswachstum. Das Apikalmeristem schrumpft dann jedoch wieder im Übergang zur Blühphase, was zu einer minimal doppelkegelförmigen Gestalt der Sprossachse führt, welche
besonders bei Einkeimblättrigen erkennbar ist, da sek. Dickenwachstum diese Gestalt nicht nachträglich verändert.

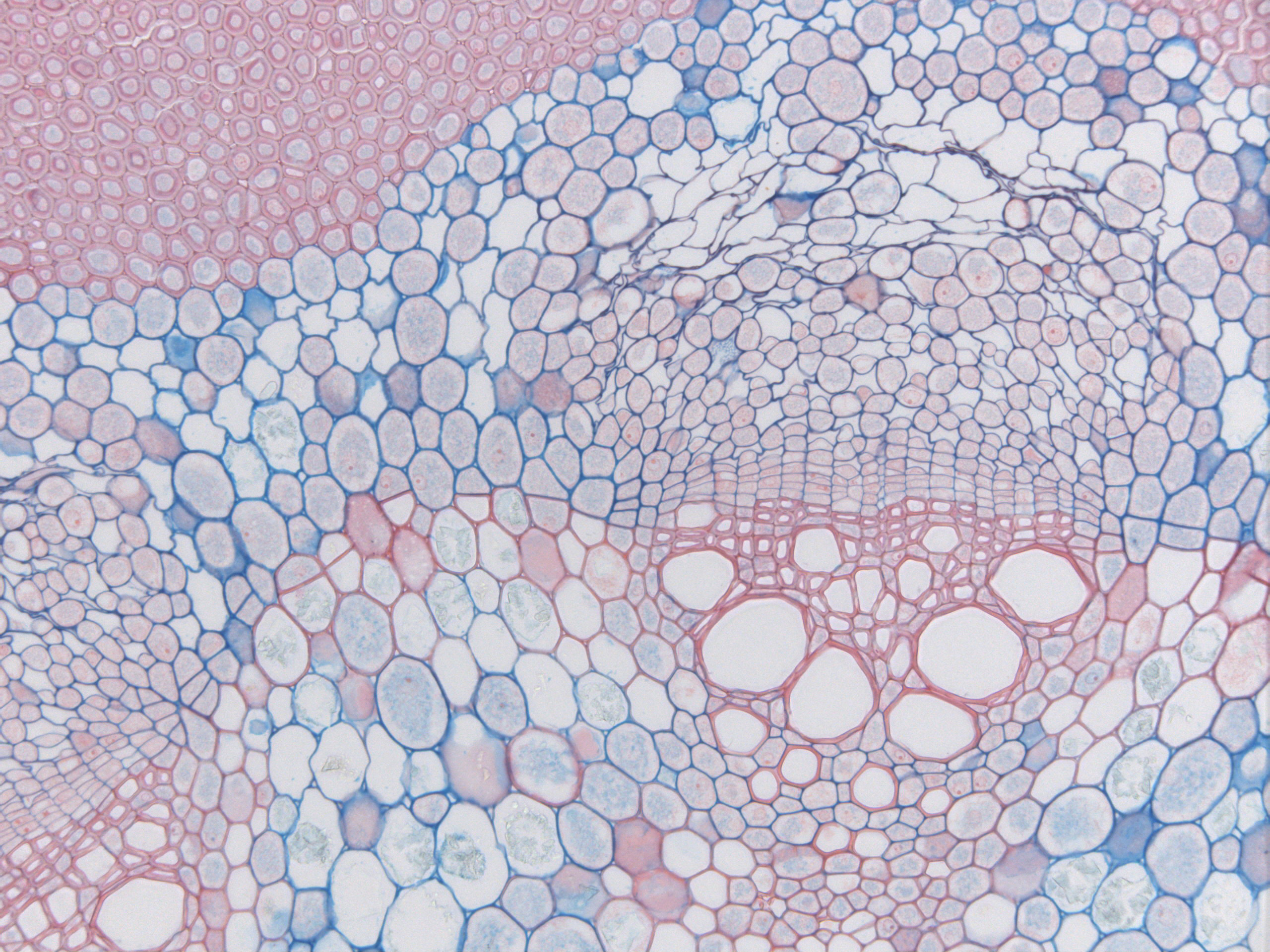
Sprossquerschnitt durch Aristolochia macrophylla mit faszikulärem und interfaszikulärem Kambium

## Sekundäres Dickenwachstum
Für Bäume reicht ein primäres Dickenwachstum weder für ihre Stabilität noch für den Versorgungsanspruch der einzelnen Organe aus. Höhen von über 100 Metern müssen überwunden, Gewichte von mehr als einer Tonne getragen werden.
Um eine Umfangserweiterung zu erreichen und für Stabilität der Pflanze zu sorgen, beginnt die Pflanze das sekundäre Dickenwachstum. Es verhilft dem Kormus mit der größeren Krone zu mehr Festigkeit und erweitert die Leitungsmöglichkeiten. Dies geht vom Kambium aus. Monokotyledonen sind damit vom sekundären Dickenwachstum ausgeschlossen, da diese kein Kambium besitzen. Zunächst wird das faszikuläre Kambium geteilt und bildet im Markstrahl das interfaszikuläre Kambium. Der Kambiumring ist geschlossen. Das Kambium gliedert abwechselnd nach innen (Holz) und nach außen (Bast) kambiale, teilungsaktive Tochterzellen ab. Die Tochterzellen können sich inäqual teilen und Bilden eine kleine und eine große Zelle. Die kleinere Zelle wird zur Initialzelle und die größere kann sich noch einige Mal teilen, bevor daraus Dauerzellen entstehen. Nach gewisser Zeit bilden sich auch im Bereich des Holzes und des Basts neue schmale Parenchymstreifen bzw. Bast- und Holzstrahlen.
Diesen Prozess nennt man sekundäres Dickenwachstum, wobei zwischen dem sekundären Dickenwachstum von Nacktsamern (Gymnospermen) und dem von den Bedecktsamern (Angiospermen) unterschieden wird.
In den Habitaten mit starken saisonalen Schwankungen (gemäßigten Zonen, aber auch in tropischem Wechselklima oder Überflutungswäldern wie Igapó-Wäldern, Várzea-Wäldern oder im RAMSAR-Gebiet Ngiri-Tumba-Maindombe) kommt es zur jahreszeitlich bedingten Ausbildung von Früh- und Spätholz, was zu der Ausbildung von Jahresringen führt. Diese gehen auf die im Frühholz weiteren und im Spätholz schmaleren Poren der Wasser leitenden Elemente des Xylems zurück, wobei Gymnospermen nur Tracheiden, Angiospermen dagegen zusätzlich Tracheen besitzen. In der Wissenschaft (Dendrochronologie) dienen Datenreihen zur Breite dieser Jahresringe der Datierung von Holz und der Analyse des Klimas, in dem das Holz entstand.

## Korkkambium
Auch das Phellogen spielt bei dem sekundären Dickenwachstum eine mitunter große Rolle. Besonders deutlich wird dies bei der Korkeiche (Quercus suber).
Das Korkkambium gibt nach innen Zellen ab, die das Phelloderm bilden, das ein parenchymatisches lebendes Gewebe ist. Die Zellen, die das Korkkambium nach außen abgibt, nennen sich Korkzellen (diese bilden das Phellem). Ihre Zellwände werden mit Suberin ausgekleidet, wodurch eine wasserundurchlässige Schicht entsteht.

## Sekundäres Dickenwachstum bei einkeimblättrigen (monokotyledonen) Pflanzen
Die einkeimblättrigen Pflanzen haben im Verlaufe der Stammesgeschichte das Kambium verloren. Zwar bilden einige Vertreter wie die Drachenbäume (Dracaena), Keulenlilien- (Cordyline) und Yucca-Arten sowie der Köcherbaum (Aloe dichotoma) sekundär wieder ein Kambium aus, dieses liegt jedoch im Gegensatz zum Kambium der ursprünglichen Holzpflanzen nicht zwischen Xylem und Phloem, sondern außerhalb der Leitungsbahn, die hier als Ataktostele ausgebildet ist (das heißt, dass die Leitbündel über den gesamten Sprossquerschnitt verteilt sind) im Gegensatz zu der Eustele der anderen sekundär verdickten Pflanzen, bei der die Leitbündel in einem Ring angeordnet sind.